# Fabian Denninger
Fabian Denninger (* 18. Oktober 1981 in Mannheim-Neckarau) ist ein deutscher Koch.

## Werdegang
Nach seiner Ausbildung wechselte er 2001 zum Hotel Adlon in Berlin, 2003 zum Restaurant Stromburg bei Johann Lafer (ein Michelinstern) und 2004 zum Ritz-Carlton Berlin. Es folgten 2005 das Sheraton Hotel in Stockholm und zwei weitere Stationen in Schweden. 2008 wurde er Souschef bei Thomas Kellermann im Hotel Burg Wernberg, 2010 Chef Patissier im Waldhotel Sonnora bei Helmut Thieltges in Dreis.
2011 wurde er Küchenchef bei Koch und Kellner in Nürnberg.
Seit Juni 2014 ist er Küchenchef und Inhaber des Restaurant Entenstuben in Nürnberg, das seit 2017 mit einem Michelinstern ausgezeichnet wird.

## Auszeichnungen
- 2019: Ein Michelinstern für das Restaurant Entenstuben in Nürnberg.